# Duomo di Gubbio
Il  duomo dei Santi Mariano e Giacomo è il principale luogo di culto cattolico di Gubbio, in Umbria. Chiesa madre della diocesi omonima, è dedicata ai santi Mariano e Giacomo, martiri a Lambaesis in Numidia, le cui reliquie sono conservate sotto l'altare centrale.

## Storia

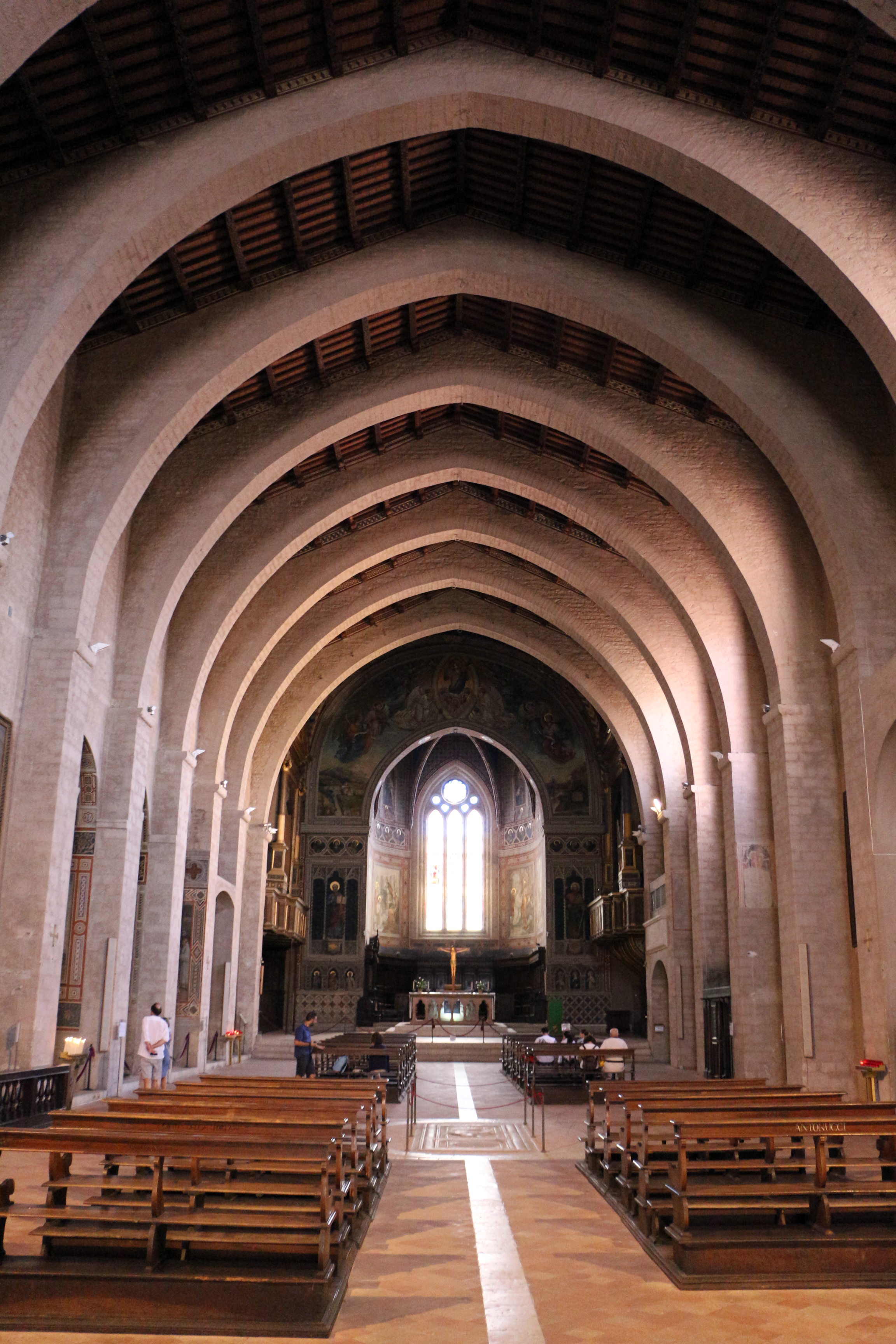
L'interno

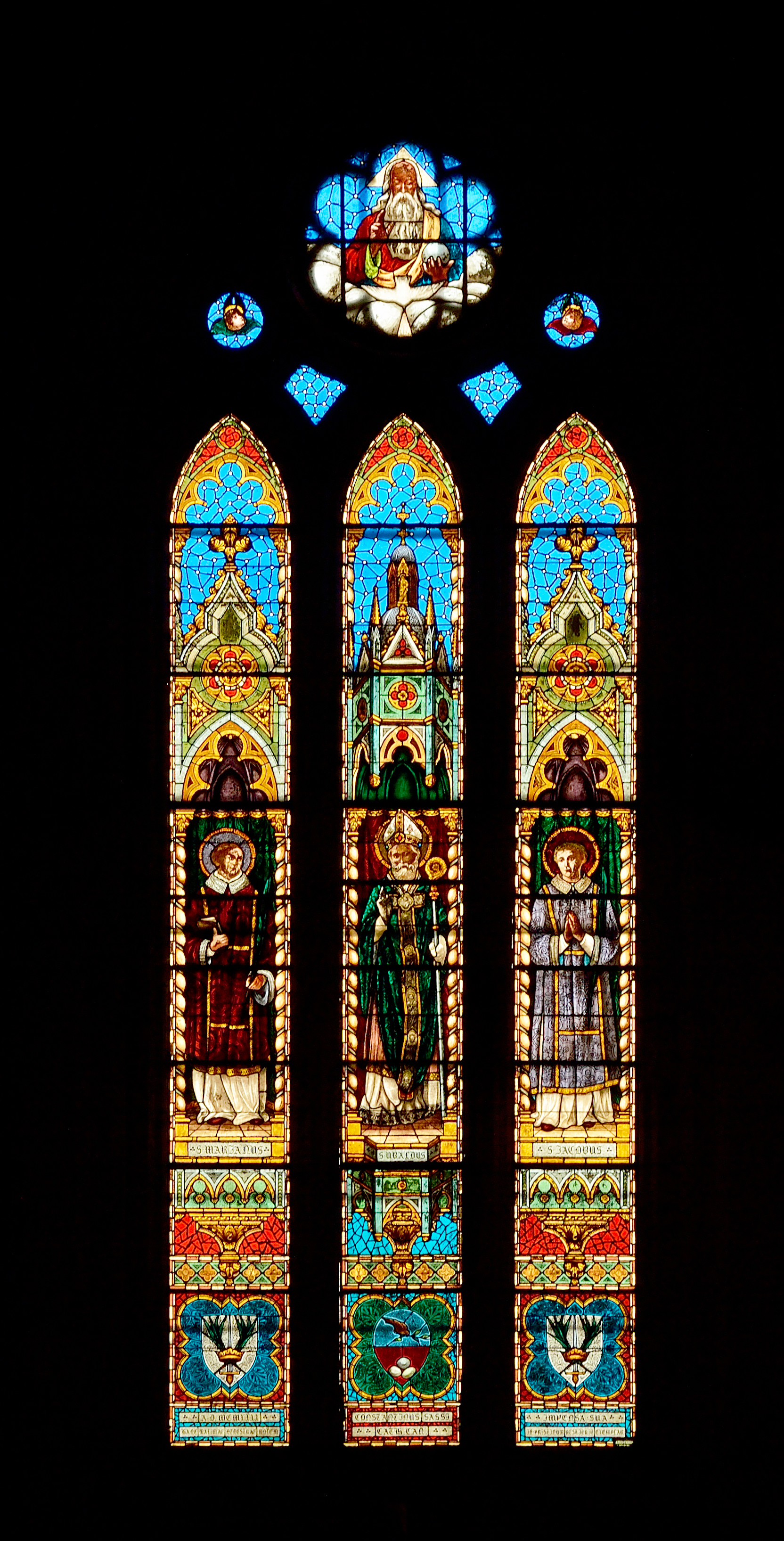
La vetrata del coro.

L'attuale Cattedrale in stile gotico, sorge sul luogo di un precedente edificio romanico antecedente all'anno Mille. La costruzione dell'edificio attuale venne iniziata su progetto di Giovanni da Gubbio verso il 1190-94 sull'area concessa dal vescovo Bentivoglio. La chiesa venne terminata nelle sue forme essenziali nel 1229, per poi essere ampliata nel 1336 . 
La chiesa è stata poi rimaneggiata nel corso del XVI secolo, epoca a cui risale la pavimentazione, realizzata durante l'episcopato di Federico Fregoso, ed ancora nel XVIII secolo. Tra il 1913 e il 1918 furono eseguiti lavori che mirarono ad eliminare le aggiunte rinascimentali e barocche ed anche i venti altari realizzati in epoca barocca spese delle maggiori famiglie eugubine. L'aspetto esterno è rimasto quello gotico originale.

## Descrizione
La facciata fu realizzata durante l'episcopato di Pietro Gabrielli (1326 - 1345), che alla morte si fece tumulare in una nicchia nel lato interno della stessa. Presenta un portale a sesto acuto, sopra il quale è una grande finestra attorniata da cinque bassorilievi del XIII secolo raffiguranti i simboli dei quattro evangelisti e l'Agnus Dei. Affianca l'edificio una robusta torre campanaria medievale.
L'interno si presenta nella caratteristica struttura eugubina, ad un'unica navata ritmata da una sequenza trasversale di dieci imponenti archi ogivali, soffitto a capriate, e coro rettangolare con abside. I recenti lavori di restauro hanno portato alla scoperta di un sepolcro di stile gotico, di due statue di pietra raffiguranti dei santi e soprattutto dell'altare originario, costituito da un sarcofago d'epoca romana abbellito nel medioevo da colonnine di marmo rosa: in questo sarcofago sono le reliquie dei santi titolari della cattedrale. La decorazione dell'abside e dell'arco trionfale, nonché di alcune cappelle laterali, è opera del 1916-1918 di Augusto Stoppoloni. Sopra l'altare è un importante Crocifisso in legno del XIV secolo.
Sono diverse le cappelle laterali con numerose opere d'arte, sebbene prive dei loro altari. La cattedrale conserva un cospicuo nucleo di dipinti rinascimentali, come la Madonna col Bambino tra Santi e Angeli di Sinibaldo Ibi, del 1507, l'Adorazione dei Pastori di Giuliano Presutti del 1521, e la Gloria della Maddalena, opera di collaborazione tra Timoteo Viti e quest'ultimo, datata 1521. A queste si aggiungono l'interessante Pietà di Dono Doni, libera interpretazione pittorica di quella michelangiolesca, e le tele degli eugubini Benedetto e Virginio Nucci (Madonna con Bambino e Santi). 
Nella navata destra si apre la barocca Cappella del Sacramento, eretta per volere del vescovo Alessandro Sperelli e adorna degli affreschi di Francesco Allegrini eseguiti tra 1652 e 1654 e della tela dipinta da Antonio Gherardi con la Natività della Vergine. 
La chiesa ospita anche due organi del XVI secolo.
Adiacente alla Cattedrale è il Museo Diocesano, che conserva numerose opere d'arte provenienti da Gubbio e dalla sua diocesi.

## Gemellaggio

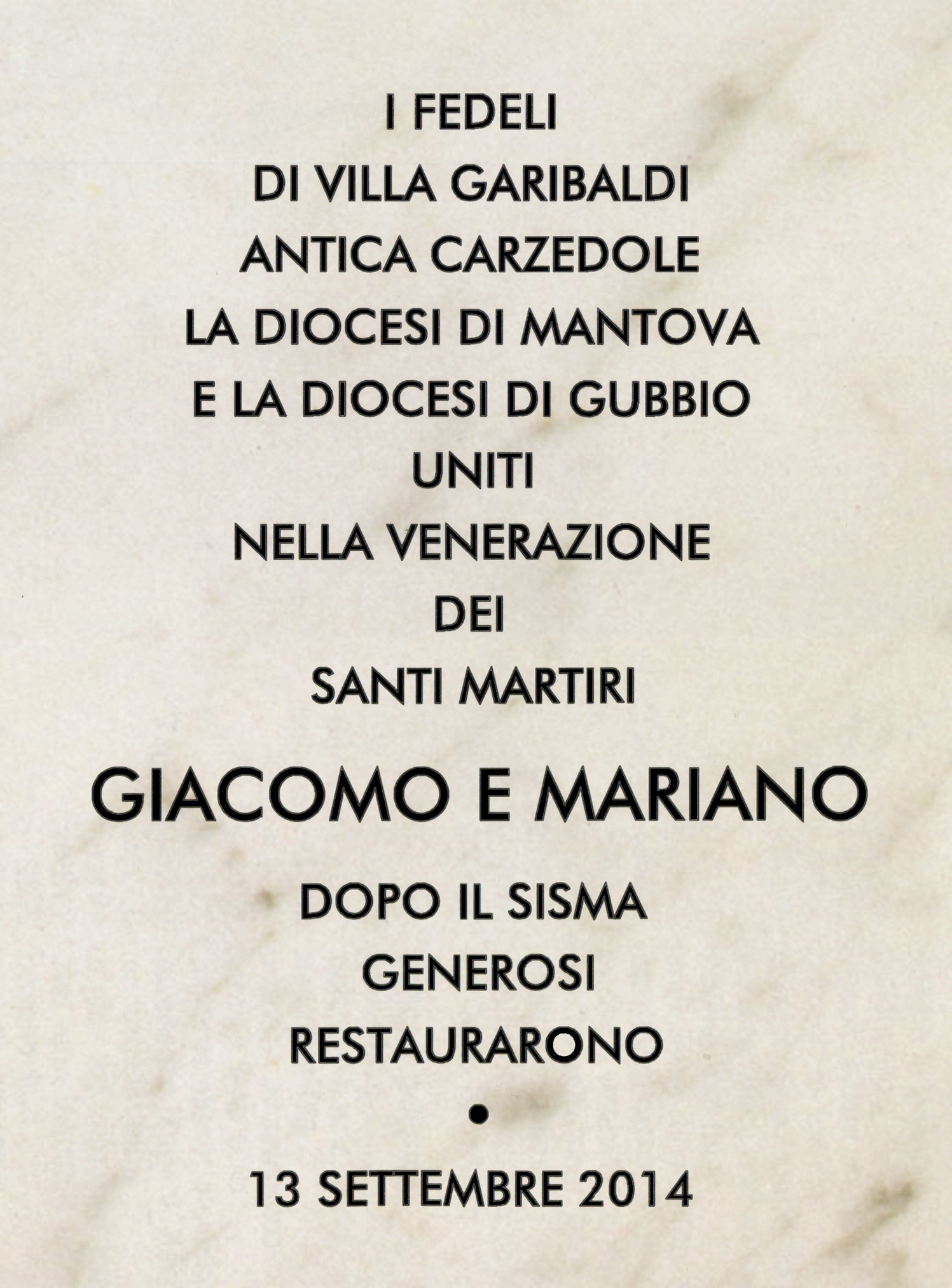
Villa Garibaldi, lapide commemorativa all'interno della chiesa.

La parrocchia di Villa Garibaldi, nel comune di Roncoferraro in provincia di Mantova, si è gemellata con la diocesi di Gubbio, dalla quale ha ricevuto aiuti economici per i restauri alla chiesa dei santi Giacomo e Mariano, causati dal terremoto del 2012. Il gemellaggio fa riferimento alla medesima dedicazione delle due chiese, quella lombarda riaperta al culto il 13 settembre 2014, ed è ricordato da una lapide, che ricorda il gemellaggio con Gubbio.